# Station Wilsummerveer
Station Wilsummerveer is een voormalig spoorwegstation aan de spoorlijn Hattem-Kampen Zuid. Het station werd geopend op 1 oktober 1913 en gesloten op 31 december 1933.
De spoorweghuisjes bij het station werden in 1921-1922 gebouwd. De huisjes werden gebouwd voor het spoorwegpersoneel dat het station en de spoorwegen onderhield. De huisjes werden rond 1968 gesloopt ten behoeve van de verbreding van de Kamperstraatweg.